# Charny (Yonne)
Charny is een plaats en voormalige Franse gemeente in het het arrondissement Auxerre van departement Yonne in regio Bourgogne-Franche-Comté en telt 1729 inwoners (1999).

## Geografie
De oppervlakte van Charny bedraagt 19,0 km², de bevolkingsdichtheid is 91,0 inwoners per km².
De onderstaande kaart toont de ligging van Charny (Yonne) met de belangrijkste infrastructuur en aangrenzende gemeenten.

### Demografische ontwikkeling
Onderstaande figuur toont het verloop van het inwonertal (bron: INSEE-tellingen).

## Geschiedenis
Op 1 januari 2016 werden de gemeenten van de Communauté de communes de l'orée de Puisaye, waar Charny deel van uitmaakte, samengevoegd tot de huidige gemeente Charny Orée de Puisaye. Charny werd de hoofdplaats van deze gemeente.

## In de literatuur
In de roman Elementaire deeltjes (1998) van Michel Houellebecq is Charny het dorp waar een van de hoofdpersonen, Michel Djerzinski, opgroeit bij zijn grootmoeder. Later wordt hij een bekend moleculair bioloog. Zijn pionierswerk op het gebied van de gentechnologie leidt in 2029 tot de creatie van een nieuwe, verbeterde mensensoort.